# Wafa Idris
Wafa Idris (em árabe: وفاء إدريس ; Ramala, 1975 -   Jerusalém, 2002) foi a primeira mulher bombista-suicida no conflito israelo-palestiniano. Na época de sua morte, Idris tinha 28 anos, estava divorciada e era paramédica do Crescente Vermelho. Vivia no campo de refugiados Am'ari, em Ramala, na Cisjordânia.